# Szydłówiec
Szydłówiec (do 2009 Szydłowiec) – wieś letniskowo-rolnicza położona w Polsce w województwie wielkopolskim, w powiecie słupeckim, w gminie Orchowo.

## Historia i zabytki
Miejscowość leży na terenie Powidzkiego Parku Krajobrazowego, nad jeziorem Budzisławskim. Pierwsza wzmianka o jej istnieniu pochodzi z 1511 roku. Była własnością królewską w starostwie powidzkim. W wyniku rozbiorów znalazła się w zaborze pruskim. 29 grudnia 1918 roku grupa ochotników z Powidza, dowodzona przez Józefa Biliskiego, wspomagana przez oddział Wojska Polskiego z III Batalionu 29 Pułku Piechoty, rozbroiła znajdującą się we wsi placówkę niemieckiej straży granicznej.
We wsi znajduje się kościół poewangelicki z 1864, który po II wojnie światowej został przejęty przez Kościół rzymskokatolicki; poza tym w miejscowości istnieje cmentarz poewangelicki z resztkami nagrobków i dwoma okazami dębów – pomników przyrody.
W latach 1975–1998 miejscowość administracyjnie należała do województwa konińskiego.